# Al-Hurra, Syria
Al-Hurra(tiếng Ả Rập: الحرة) là một ngôi làng ở phía bắc Syria nằm trong tiểu khu Suqaylabiyah của quận al-Suqaylabiyah ở tỉnh Hama. Theo Cục Thống kê Trung ương Syria (CBS), al-Hurra có dân số 843 trong cuộc điều tra dân số năm 2004. Cư dân của nó chủ yếu là Alawites.